# De heliga ärkeänglarna Mikaels och Gabriels kyrka, Feldru
De heliga ärkeänglarna Mikaels och Gabriels kyrka (rumänska: Biserica Sfinții Arhangheli Mihail și Gavriil), också kallad Gamla kyrkan (Biserica veche), är en rumänsk-ortodox kyrkobyggnad belägen i byn Feldru i länet Bistrița-Năsăud, i regionen Transsylvanien i norra Rumänien.
Kyrkan är helgad åt ärkeänglarna Mikael och Gabriel.

## Historik
De heliga ärkeänglarna Mikaels och Gabriels kyrka i Feldru byggdes år 1783. Klocktornet byggdes 1848, då det tidigare tornet var gjort av trä och som senare förstördes i en brand. 1900 blev kyrkan täckt med plåt.
Ursprungligen var kyrkan en östkatolsk kyrka men blev senare rumänsk-ortodox, som tillhör de Östortodoxa kyrkorna.
Kyrkan har genomgått renoveringar flera gånger. 1961 återinvigdes kyrkan av ärkebiskop Teofil Herineanu efter en renovering. De senaste renoveringarna (oktober 2015) pågick mellan 1982 och 1985, då bland annat möbler byttes ut och byggnadens insida putsades för freskmålningar. 1986 återinvigdes kyrkan igen av Herineanu.
Idag (juni 2023) är kyrkan klassad som ett historiskt monument med koden BN-II-m-B-01658.

## Kyrkan
Kyrkan är gjord av tegel och sten.

## Bilder

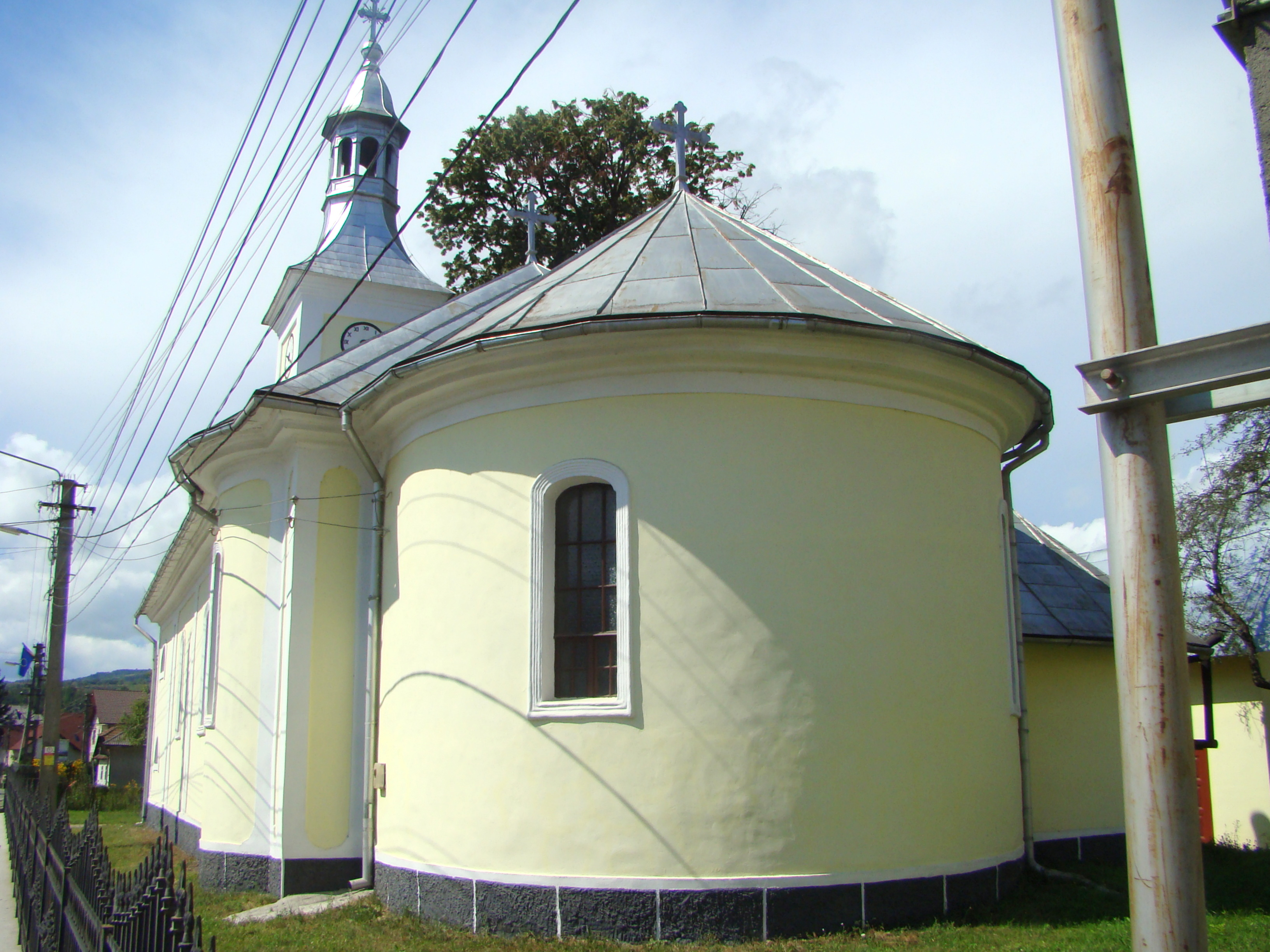
Absiden
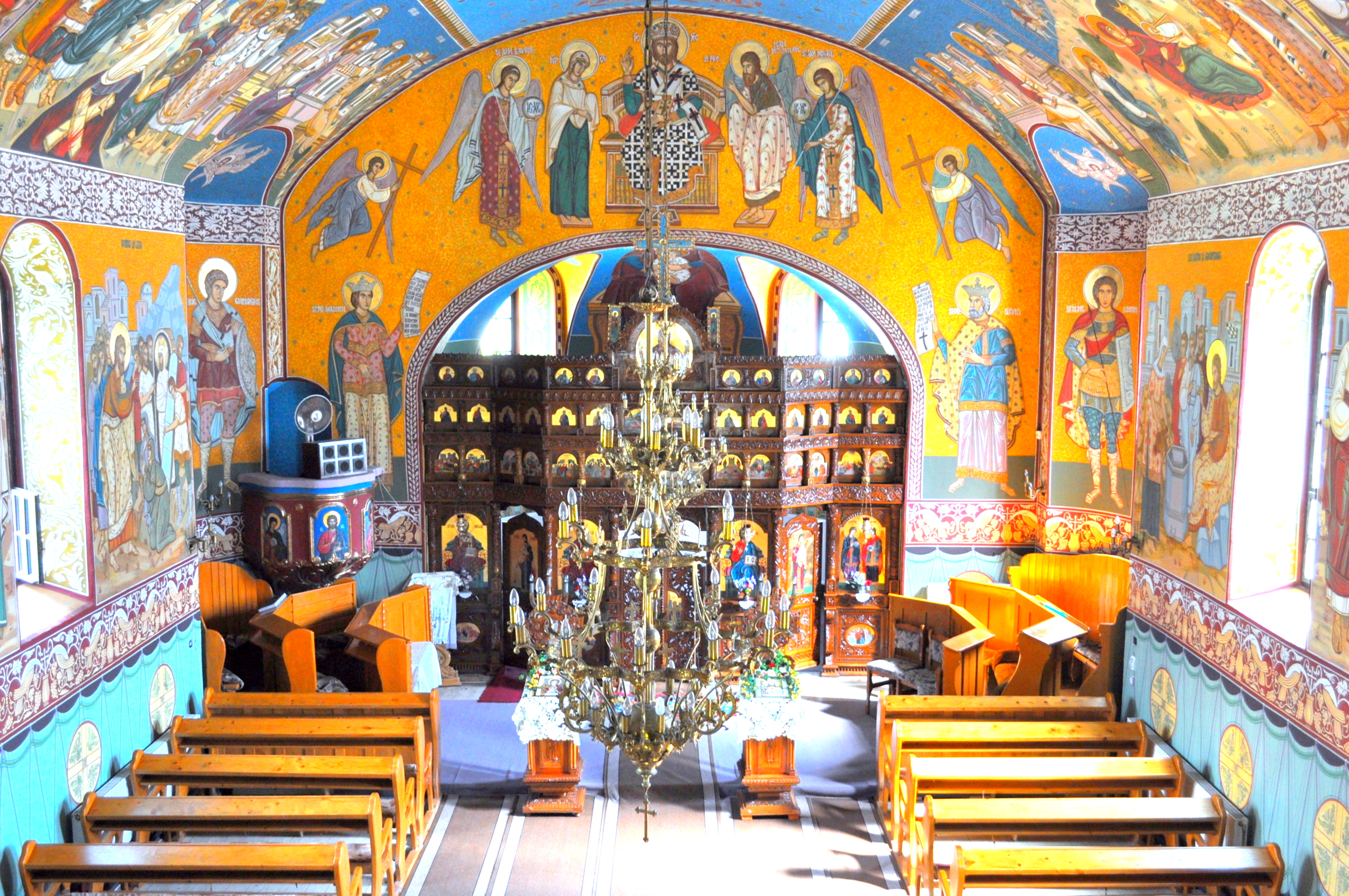
Kyrkans interiör mot ikonostasen
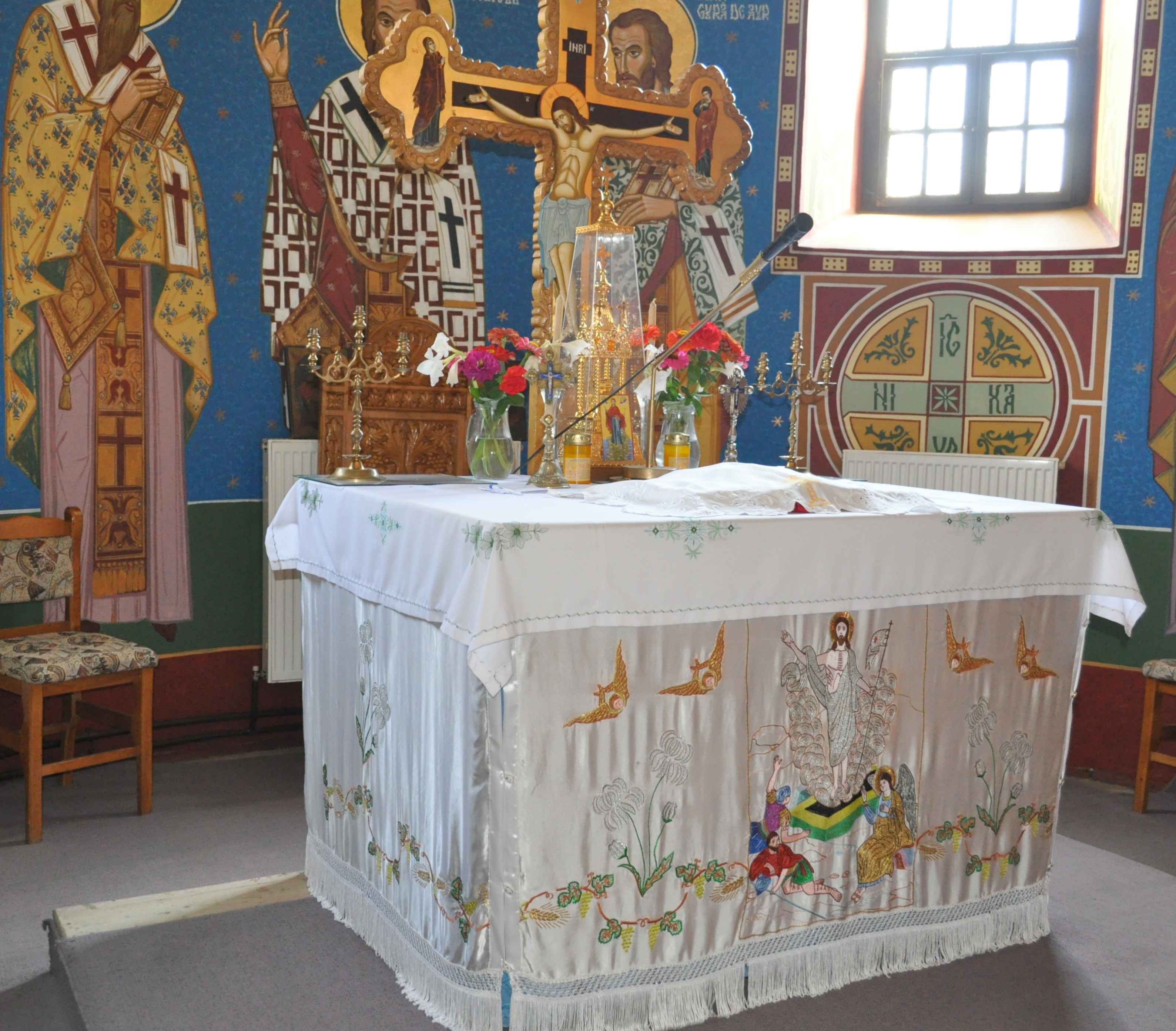
Altaret
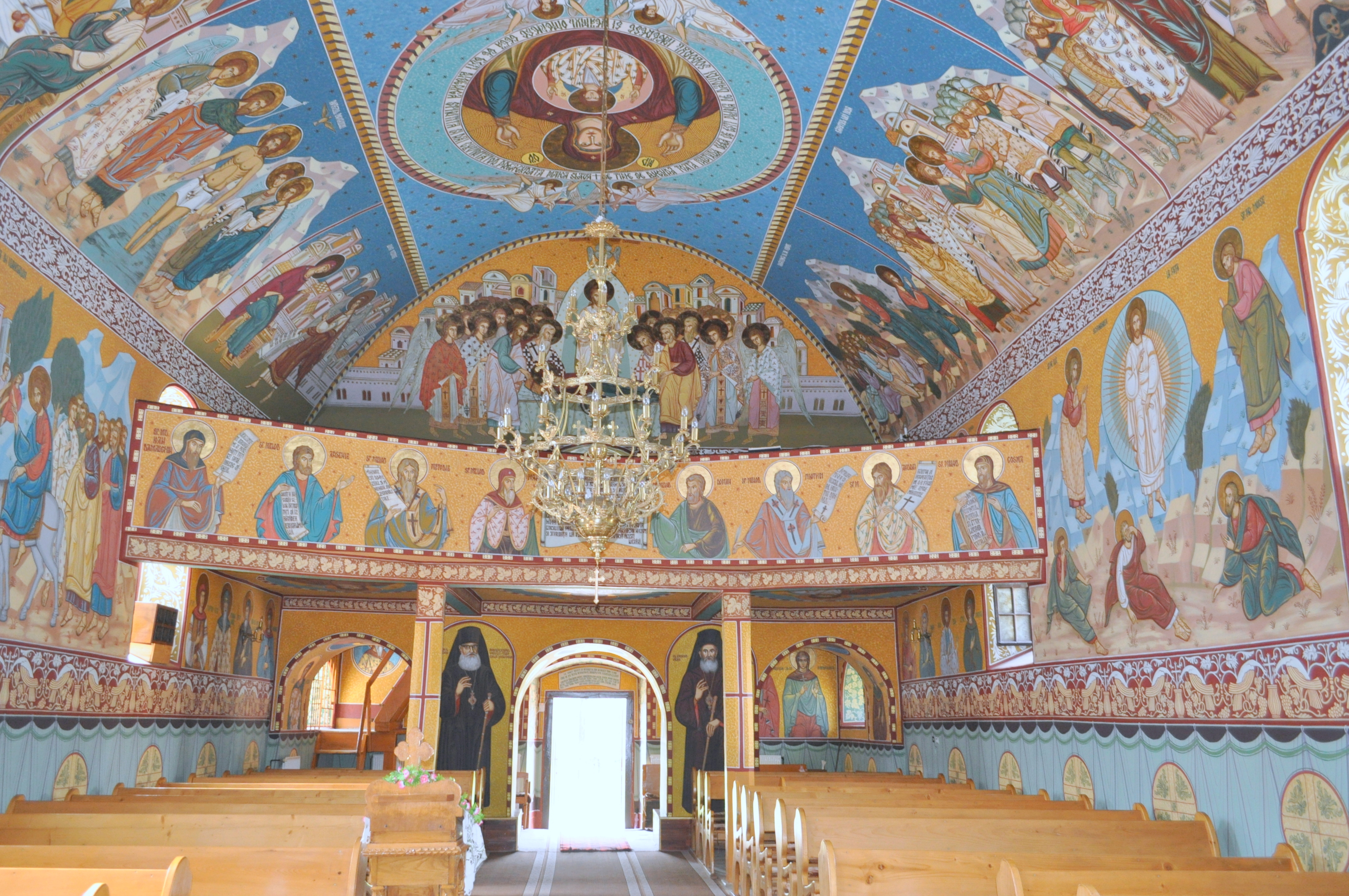
Interiören mot utgången
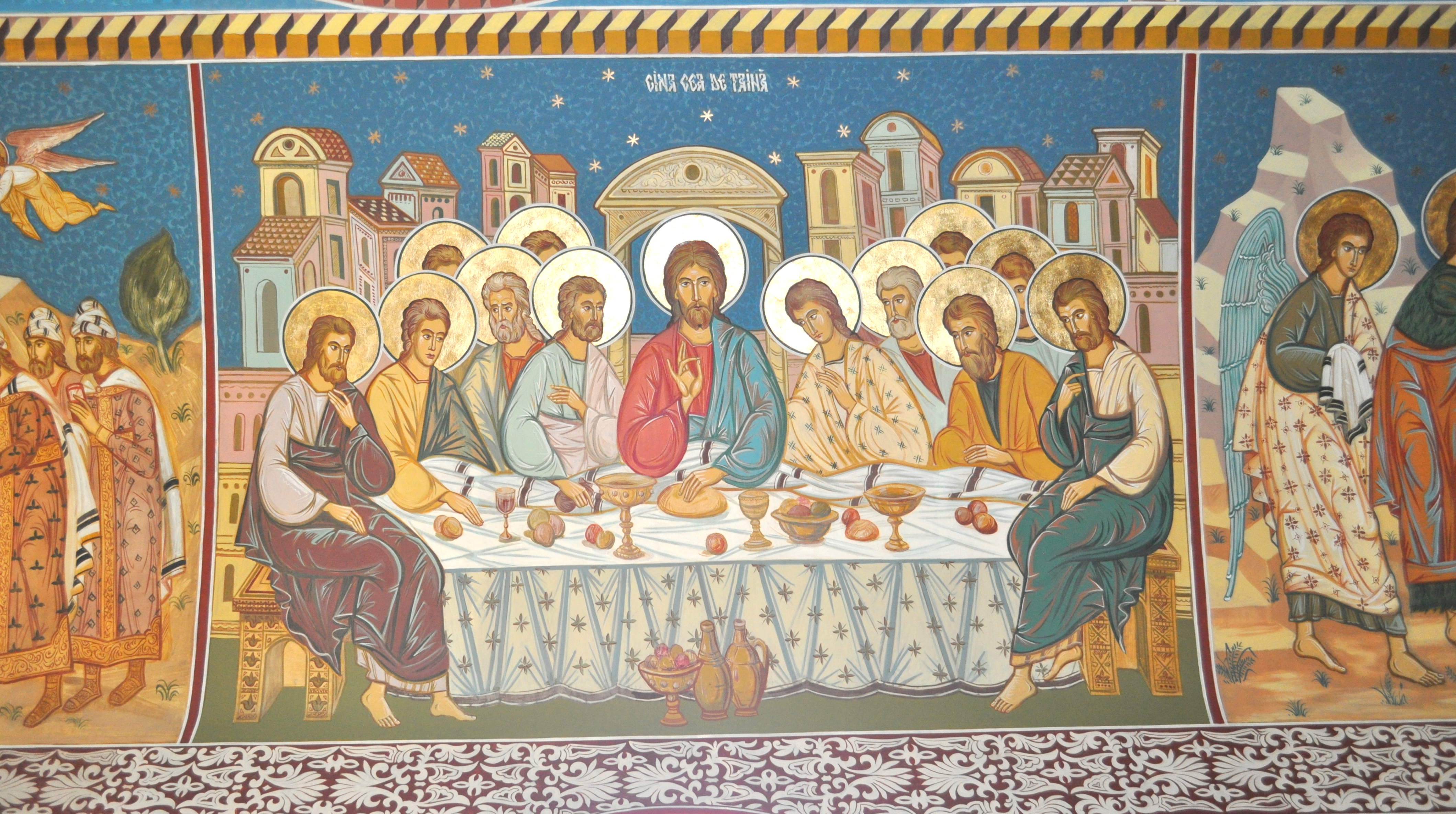
Fresk föreställande Den sista måltiden
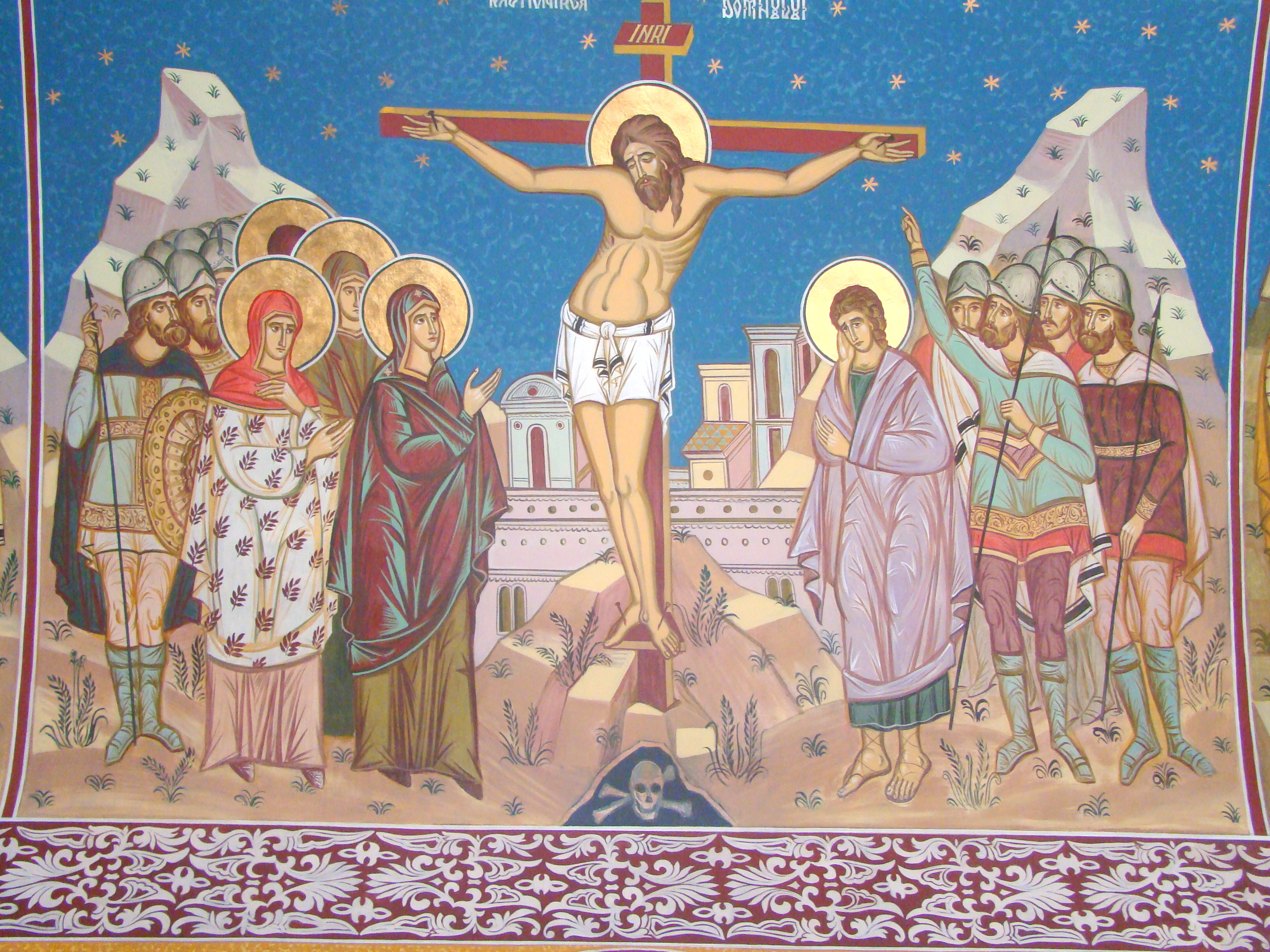
Jesu korsfästelse
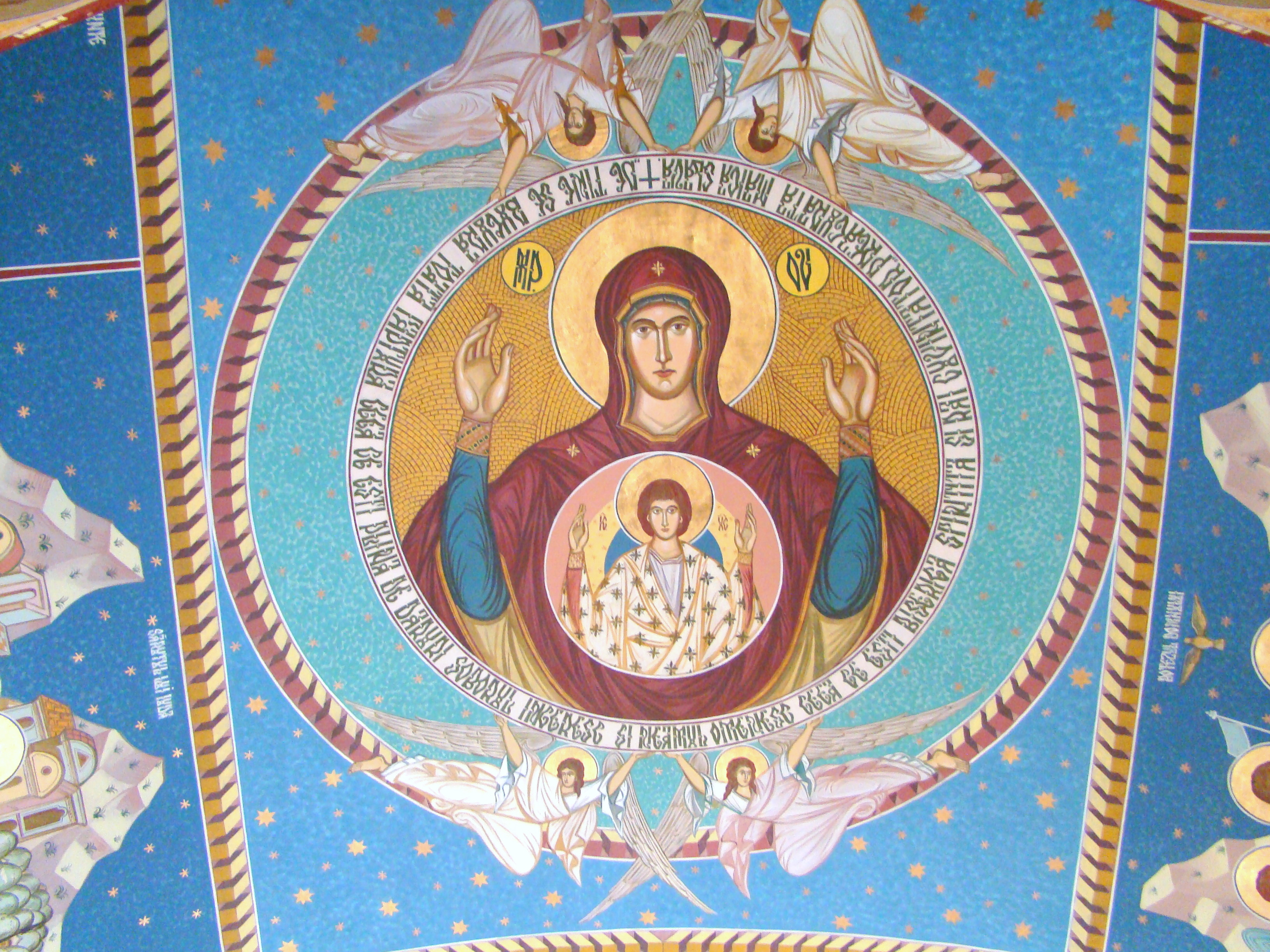
Jungfru Maria (Guds Moder) och Jesusbarnet
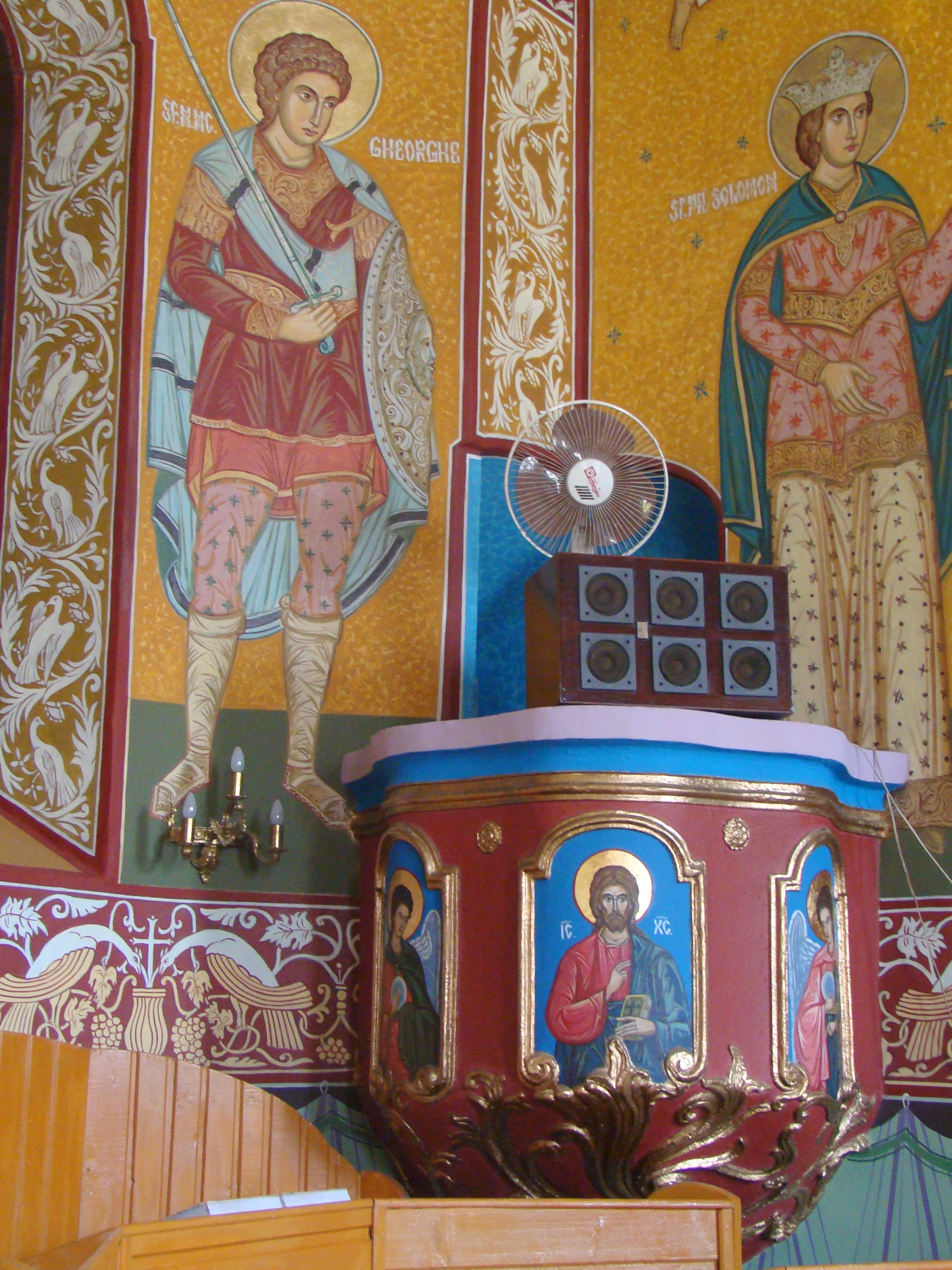
Sankt Göran och predikstolen
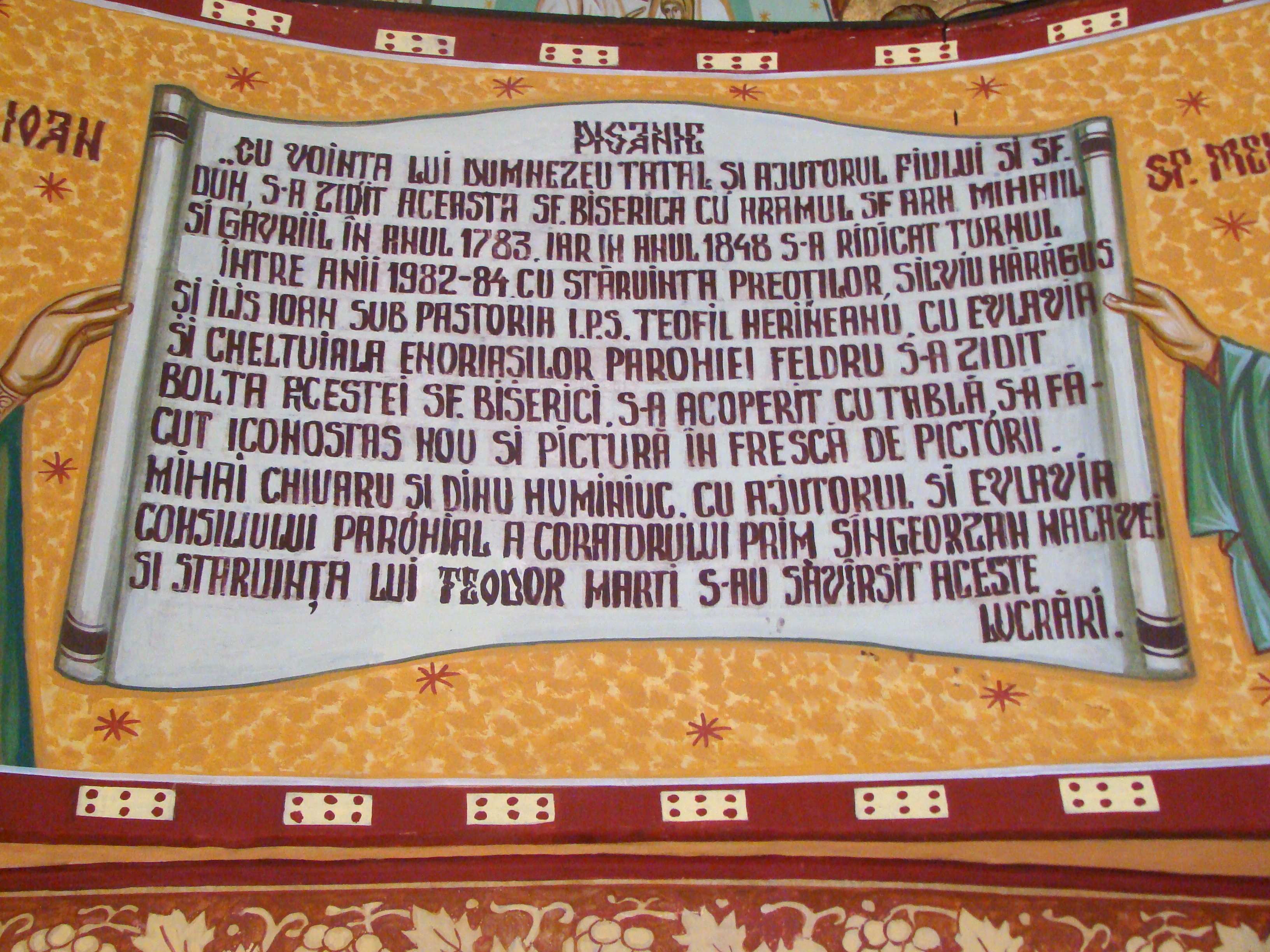
Inskription på rumänska
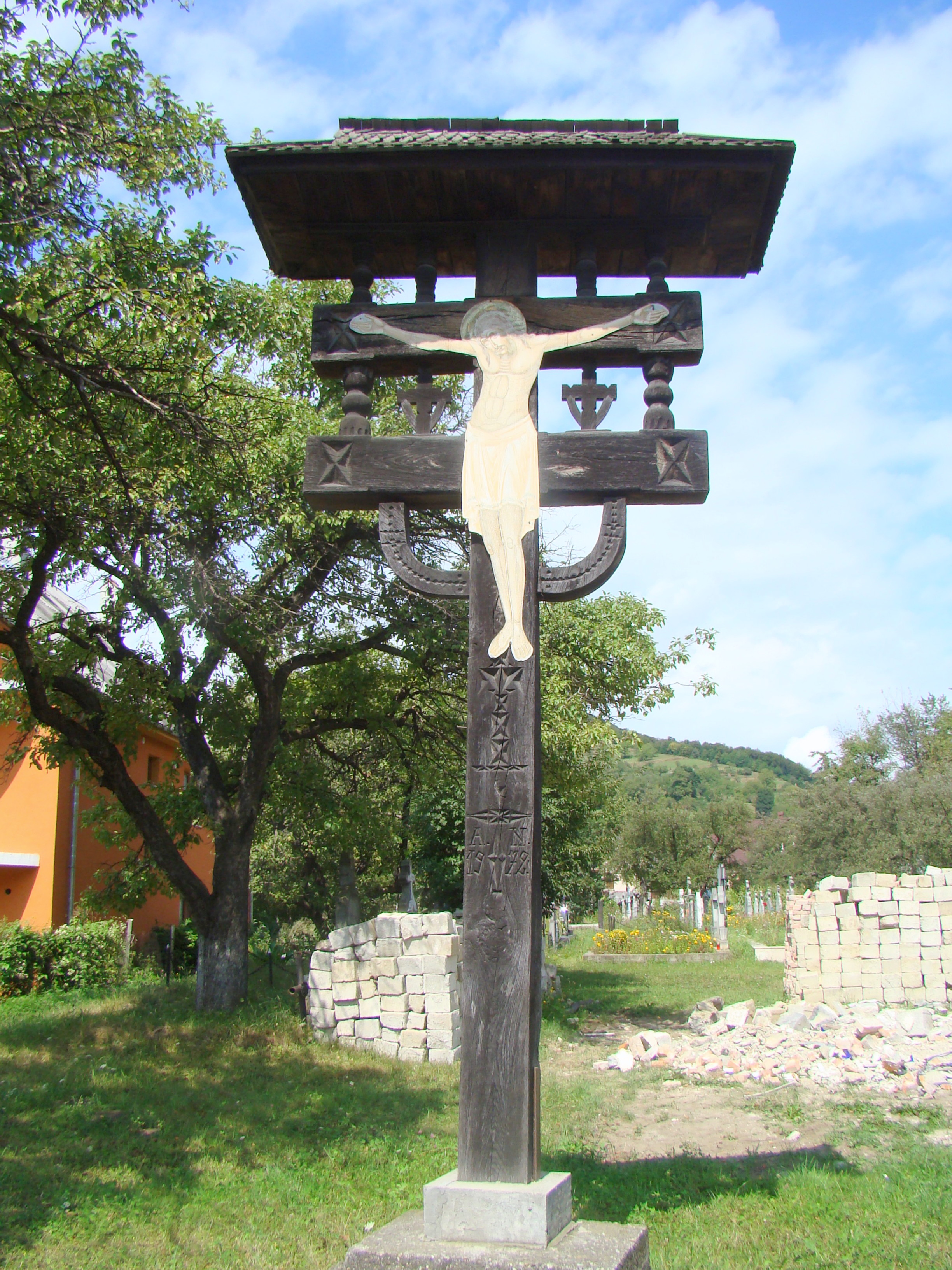
Krucifix utanför kyrkan